# Plant Physiology
Plant Physiology (abgekürzt Plant Physiol.) ist eine monatlich erscheinende wissenschaftliche Fachzeitschrift, die im Peer-Review-Verfahren herausgegeben wird. Sie behandelt die Themen Pflanzenphysiologie, Biochemie, Zellbiologie, Molekularbiologie, Genetik, Biophysik und Umweltbiologie der Pflanzen. Die Zeitschrift wird seit 1926 von der American Society of Plant Biologists herausgegeben. Aktueller Chefredakteur ist Michael R. Blatt (University of Glasgow und Laboratory of Plant Physiology and Biophysics). Der Impact Factor lag 2018 bei 2,825.